# Albreht
Albreht je 1114. najbolj pogost priimek v Sloveniji, ki ga je po podatkih Statističnega urada Republike Slovenije na dan 31. decembra 2007 uporabljalo 330 oseb.

## Znani nosilci priimka
- Alen Albreht - kemik
- Anže Albreht - Zavod reševalni pas
- Fran Albreht (1889-1963), slovenski književnik (pesnik), politik
- Ivan Albreht (1893-1955), slovenski pesnik in pisatelj
- Ivan Albreht (*1945), duhovnik, šolnik, pedagog in sociolog, zgodovinski publicist
- Janez Albreht (*1940), slovenski hokejist
- Janez Albreht (1925-2013), slovenski filmski in gledališki igralec
- Jože Albreht (1930-2013), gradbinec, direktor, predsednik SO Škofja Loka (župan)
- Matjaž Albreht - radijski novinar, urednik
- Metka Albreht (*1975), slovenski fotomodel
- Roman Albreht (1921-2006), slovenski politik
- Tit Albreht (*196#?), javnozdravstveni strokovnjak, dr.zn.
- Vera Albreht (1895-1971), slovenska pesnica in pisateljica